# Marge vs. Monty
Marge vs. Monty (v anglickém originále The Longest Marge) je 11. díl 33. řady (celkem 717.) amerického animovaného seriálu Simpsonovi. Scénář napsal Brian Kelley a díl režíroval Matthew Nastuk. V USA měl premiéru dne 2. ledna 2022 na stanici Fox Broadcasting Company a v Česku byl poprvé vysílán 5. dubna 2022 na stanici Prima Cool. Epizoda je věnována Johnu Maddenovi, jenž nadaboval sám sebe v dílu Sportovní neděle. Madden zemřel pět dnů před premiérou tohoto dílu.

## Děj
Springfieldští Atomové si v televizním přenosu vyberou Graysona Matherse do svého týmu amerického fotbalu. Mezitím pan Burns a Waylon Smithers přezkoumávají klesající příjmy Burnsovy divize, ve které je lihovar vyrábějící Gentlemanskou brandy velmi ztrátový. Když si Burns všimne rostoucí popularity Matherse, rozhodne se jej najmout jako novou tvář své brandy.
Simpsonovi se vydají na zápas Atomů proti Nájezdníkům, kde Grayson hraje s kocovinou a všichni ho vypískají. Poté Mathers navštíví místní základní školu, kde má mít proslov, ale vše se zvrtne, když ho šikanující začnou urážet a on po nich začne házet knihy. Vypije další láhev brandy a omdlí na bolesti močového měchýře. Probudí se až na ošetřovně, kde se o něj stará Marge Simpsonová a říká mu, aby zpomalil. S Burnsem pak uzavře partnerství, kdy se Marge stará o jeho domácí a rodinné potřeby, zatímco Burns se stará o zbytek.
Mathers u Simpsonových vypráví, že nikdy nepatřil k rodině, a Marge se jej pokusí převychovat. Simpsonovi Mathersovi uspořádají jeho první narozeninovou oslavu, kam dorazí i Burns, který ho chce vzít na večírek do města, což Marge zakáže. Druhý den se mu zápas vydařil, ale Burns si všimne, jak se z něj stal „maminčin“ mazánek. Doma se Marge a Burns začnou hádat, kvůli čemuž se Mathers naštve.
Mathers odjíždí ve svém Ferrari a později pošle Marge lístek na výroční udílení sportovních cen. Marge je nadšená, že si vybrala právě jeho a že vyhrálo mateřství vyhrálo nad Burnsem. Na samotném udílení zjistí, že pozvánku dostal i Burns.
Když je Mathers vyhlášen inspirátorem roku, Marge a Burns se místo hádky začnou sbližovat. Když Mathers děkuje osobě, která ho inspirovala, má na mysli snoubenku Kaitlyn, kterou potkal před třemi dny a ze které se stala jeho manažerka. Marge a Burns jsou zklamaní, že je nahradila právě ona.

## Přijetí

### Sledovanost
Ve Spojených státech díl během premiéry sledovalo 2,02 milionu diváků.

### Kritika
Tony Sokol z webu Den of Geek ohodnotil díl 3,5 hvězdičkami z 5 a napsal, že podle něj není díl dostatečně rozehraný, aby dokázal nabídnout velkolepý, uspokojující závěr. „Marge vs. Monty je díl plný cynismu, nesportovního chování a podvratných scének.“
Burkely Hermann z Bubbleblabberu ohodnotil tuto epizodu 5,5 body z 10 spolu s komentářem: „Bylo trochu zvláštní vidět epizodu, kde Bart ani Líza nemají tolik replik, přičemž Homer a Marge mají více replik než obě děti. Příjemným zpestřením byly hostující hvězdy Beck Bennett (namluvil Graysona Matherse), John Mulaney (namluvil Warburtona Parkera) a Adam Schefter. Tento díl se mi asi líbil, ale moc jsem se u něj nezasmál. Drama a příběh byly dobré, ale komedie byla nudná. Doufám, že se to v budoucnu zlepší, i když si nejsem úplně jistý, jestli se tomu tak stane.“